# هاریسون تاون‌شیپ (میشیگان)
هاریسون تاون‌شیپ (به انگلیسی: Harrison Township) یک منطقهٔ مسکونی در ایالات متحده آمریکا است که در شهرستان مکمب، میشیگان واقع شده‌است. هاریسون تاون‌شیپ ۶۱٫۵ کیلومتر مربع مساحت و ۲۴٬۴۶۱ نفر جمعیت دارد و ۱۷۶ متر بالاتر از سطح دریا واقع شده‌است.